# Paweł I (patriarcha Etiopii)
Abune Paulos I, właśc. Gebre Medhin Wolde Yohannes (3 listopada 1935 w Adua, 16 sierpnia 2012 w Addis Abebie) – etiopski duchowny, patriarcha Addis Abeby i całej Etiopii, zwierzchnik (abuna) Etiopskiego Kościoła Ortodoksyjnego w latach 1992-2012. Sakrę biskupią otrzymał w 1974, w 1986 został mianowany arcybiskupem Aksum.